# Eva Kimminich
Eva Kimminich (* 28. April 1957 in St. Blasien, Schwarzwald) ist eine deutsche Romanistin, Kulturwissenschaftlerin und Semiotikerin.

## Leben
Eva Kimminich studierte in Freiburg i. Br. und promovierte 1985 an der Universität Freiburg mit der in Florenz erarbeiteten Dissertation Des Teufels Werber. Anschließend wurde sie als wissenschaftliche Mitarbeiterin mit dem Forschungsprojekt "Brauch am Oberrhein" beauftragt, aus dem die beiden Monographien Religiöse Bräuche im Räderwerk der Obrigkeiten und Prozessionsteufel, Herrgottsmaschinen und Hakenkreuzflaggen. Zur Geschichte der Fronleichnamsprozession in Freiburg und Baden hervorgingen. Anschließend erarbeitete sie als wissenschaftliche Mitarbeiterin im Rahmen des Sonderforschungsbereichs "Schriftlichkeit und Mündlichkeit" an der Universität Freiburg mit der Monographie Erlebte Lieder. Eine Analyse handschriftlicher Liedaufzeichnungen des 19. Jahrhunderts. 1989 erhielt sie von der Deutschen Forschungsgemeinschaft in Bonn ein Forschungsstipendium und habilitierte sich 1992 an der Universität Freiburg mit einer kollektiven Reformulierungstheorie gesellschaftlicher Wirklichkeiten am Beispiel zensierter Chansons aus Pariser Cafés-concerts des 19. Jahrhunderts (Erstickte Lieder. Zensierte Chansons aus Pariser Cafés-concerts. Versuch einer kollektiven Reformulierung gesellschaftlicher Wirklichkeiten) für das Fach Romanische Philologie.
2000 erschien mit Zunge und Zeichen der erste Band von zurzeit zwölf Bänden der von ihr herausgegebenen Schriftenreihe „Welt – Körper –  Sprache“. 2002 begründete sie die Sektion „Semiotik der Jugend- und Subkulturen“ in der Deutschen Gesellschaft für Semiotik, von der sie von 2009 bis 2011 mit der Präsidentschaft betraut wurde, und für die sie bis heute als Beirätin für Jugend- und Subkulturen und im Vorstand tätig ist.
Von 1993 bis 2009 nahm sie verschiedene Gast- und Vertretungsprofessuren an deutschen Universitäten wahr und führte Forschungsprojekte zum Rap in Frankreich und Westafrika durch. 2009 erhielt sie einen Ruf auf die Professur „Kulturen romanischer Länder“ an die Universität Potsdam. Dort rief sie 2017 den Masterstudiengang „Angewandte Kulturwissenschaft und Kultursemiotik“ ins Leben, der auch den binationalen „Internationale angewandte Kulturwissenschaft und Kultursemiotik“ Abschluss an der Universität Turin ermöglicht. Mit seiner kultursemiotischen und praxisorientierten Ausrichtung ist er in Deutschland einzigartig und wurde 2018 als innovativster Studiengang der Universität Potsdam ausgezeichnet. 2019 organisierte sie erstmals die seither jährlich im Februar stattfindende Internationale Woche der Semiotik, in die die Studierenden aktiv eingebunden werden und erste Kontakte mit Experten aus der Praxis haben. Gleichzeitig begründete sie das „Virtuelle Zentrum für Kultursemiotik“, durch das der Kontakt zwischen Wissenschaft und Berufspraxis, innovativen Ideen der Studierenden und gesellschaftlichen sowie wirtschaftlichen Bedarfen intensiviert wird.

## Werke
Monographien
- Illégal ou légal. Anthologie du rap français. Reclam, Stuttgart 2002, ISBN 3-15-009093-8
- Erstickte Lieder. Zensierte Chansons aus Pariser Cafés-concerts. Versuch einer kollektiven Reformulierung gesellschaftlicher Wirklichkeiten. (Romanica et Comparatistica, 31) Stauffenburg, Tübingen 1998, ISBN 3-86057-081-1
- Erlebte Lieder. Eine Analyse handschriftlicher Liedaufzeichnungen des 19. Jahrhunderts. (ScriptOralia, 20) Gunter Narr, Tübingen 1990, ISBN 3-8233-4237-1
- Prozessionsteufel, Herrgottsmaschinen und Hakenkreuzflaggen. Zur Geschichte der Fronleichnamsprozession in Freiburg und Baden. (Stadt und Geschichte, 14) Schillinger, Freiburg 1990, ISBN 3-89155-051-0
- Religiöse Volksbräuche im Räderwerk der Obrigkeiten. Ein Beitrag zur Auswirkung aufklärerischer Reformprogramme am Oberrhein und in Vorarlberg. (Menschen und Strukturen, 4) Peter Lang, Frankfurt am Main 1989, ISBN 3-631-40356-9
- Des Teufels Werber. Mittelalterliche Lasterdarstellung und Gestaltungsformen der Fastnacht. (Artes Populares, 110) Peter Lang, Frankfurt 1986, ISBN 3-8204-9500-2

Aufsatzbände (Auswahl)
- Virality and Morphogensis of right wing internet populism. Gemeinsam mit J. Erdmann und A. Dizdarevic. (Welt – Körper – Sprache. Perspektiven kultureller Wahrnehmungs- und Darstellungsformen, 13) Frankfurt et. Al. Peter Lang 2018, ISBN 978-3-631-70943-6
- mit Judith Stein (Hrsg.): Mythos Stadt – Stadtmythen. (Welt – Körper – Sprache. Perspektiven kultureller Wahrnehmungs- und Darstellungsformen, 10) Peter Lang, Frankfurt 2013, ISBN 978-3-631-62849-2
- mit Mara Persello (Hrsg.): Stadt und Zeichen. Berlin 2011
- Utopien, Jugendkulturen und Lebenswirklichkeiten: ästhetische Praxis als politisches Handeln. (Welt – Körper – Sprache. Perspektiven kultureller Wahrnehmungs- und Darstellungsformen, 7) Peter Lang, Frankfurt 2009, ISBN 978-3-631-59938-9
- Metaphern der Macht –  Macht der Metapher. Shaker, Aachen 2008, ISBN 978-3-8322-7111-4
- mit H. Geuen, M. Rappe u. S. Pfänder (Hrsg.): Express Yourself! Europas Kreativität zwischen Markt und Underground. Transcript, Bielefeld 2007, ISBN 978-3-89942-673-1
- mit Christoph Jacke, Siegfried J. Schmidt (Hrsg.): Kulturschutt: Über das Recyceln von Theorien und Kulturen. Transcript, Bielefeld 2006, ISBN 3-89942-394-1
- GastroLogie. (Welt – Körper – Sprache. Perspektiven kultureller Wahrnehmungs- und Darstellungsformen, 5) Peter Lang, Frankfurt 2005, ISBN 978-3-631-54283-5
- Rap: More Than Words. (Welt – Körper – Sprache. Perspektiven kultureller Wahrnehmungs- und Darstellungsformen, 4) Peter Lang, Frankfurt 2004, ISBN 3-631-51961-3
- Kulturelle Identität: Konstruktionen und Krisen. (Welt – Körper – Sprache. Perspektiven kultureller Wahrnehmungs- und Darstellungsformen, 3) Peter Lang, Frankfurt 2003, ISBN 3-631-50206-0

## Preise
- 2008 Lehrerpreis der Universität Freiburg
- 2012 Potsdamer Kongresspreis in der Kategorie "Beste Einzelveranstaltung" für den 2011 an der Universität Potsdam ausgerichteten 13. Internationalen Kongress der Deutschen Gesellschaft für Semiotik zum Thema "Repräsentation – Virtualität – Praxis".
- 2015 Potsdamer Kongresspreis für die 2014/2015 in Potsdam ausgerichtete internationale Tagung „Verschwörungstheorien in der aktuellen europäischen Krise: Argumentationsstrategien, Kognitive Konzepte, Stereotypenbildung und Bildrhetorik“ als innovativste und außergewöhnlichste Veranstaltung des Jahres.
- 2018 Auszeichnung der Studiengänge „angewandte Kulturwissenschaften und Kultursemiotik“ und „Internationale angewandte Kulturwissenschaft und Kultursemiotik“ als beste Masterprogramme der Universität Potsdam.